# Mehmet Shehu
Mehmet Ismail Shehu Dompieri (10 de janeiro de 1913 — 17 de dezembro de 1981) foi um político comunista albanês que trabalhou como premiê da Albânia de 1954 a 1981. Como um reconhecido estrategista militar — do qual sem a liderança os partisans comunistas poderiam ter falhado em ganhar a Albânia para a causa marxista — Shehu foi implacável e mostrou um zelo ideológico que o levou a uma rápida ascensão nas fileiras comunistas. Mehmet Shehu dividiu o poder com Enver Hoxha a partir do final da Segunda Guerra Mundial. Ele cometeu suicídio no dia 17 de dezembro de 1981, após o qual todo o clã Shehu (sua esposa, filhos e outros familiares) foi preso e detido, enquanto o próprio Mehmet Shehu foi denunciado como “um dos mais perigosos traidores e inimigos de seu país.

## Primeiros anos
Shehu nasceu em Çorrush, no Distrito de Mallakastër, sul da Albânia, na família de um sacerdote muçulmano tosk. Ele se formou em 1932 pela Escola Vocacional Albanesa de Tirana, financiada pela Cruz Vermelha americana. Sua especialidade era a agricultura. Sem sucesso em encontrar emprego dentro do Ministério da Agricultura, ele conseguiu uma bolsa de estudos para a Academia Militar de Nápoles. Após ser expulso desta escola por suas afinidades comunistas em 1936, ele conseguiu entrar para a Escola de Oficiais de Tirana, mas saiu no ano seguinte para lutar como voluntário ao lado dos Republicanos durante a Guerra Civil Espanhola. Ele entrou para o Partido Comunista Espanhol e chegou ao comando do Quarto Batalhão da XII Brigada “Garibaldi”. Após a derrota das forças Republicanas, ele foi preso na França no início de 1939 quando estava fugindo da Espanha junto com seus amigos. Ele foi internado em um campo de concentração na França e, mais tarde foi transferido para um campo de concentração italiano, onde ele ingressou no Partido Comunista Italiano.

## Atividades na Segunda Guerra Mundial
Em 1942, ele voltou à Albânia, que estava sob ocupação italiana e imediatamente entrou para o Partido Comunista da Albânia e para a Resistência Albanesa. Em agosto de 1943, devido à sua experiência militar, ele foi rapidamente promovido a comandante da 1ª Brigada Partisan. Posteriormente, ele foi o comandante da 1ª Divisão Partisan do Exército de Libertação Nacional. De 1944 a 1945 ele foi um membro do “Conselho Antifascista de Libertação Nacional” (o governo provisório)

## Após a Segunda Guerra Mundial
Após a Albânia ser libertada da ocupação alemã (em novembro de 1944), Shehu tornou-se o vice-chefe do estado maior e, após ter estudado em Moscou, tornou-se chefe do estado maior. Mais tarde, ele foi também um tenente-general e general.
Em 1948, Shehu “expurgou” do Partido o elemento que “tentou separar a Albânia da União Soviética e levá-la sob a influência de Belgrado”. Isto fez com que ele se tornasse a pessoa mais próxima de Enver Hoxha e o levou a cargos importantes. No entanto, ele permanecia sob a sombra de Hoxha. Se ele tivesse se tornado um forte rival de Hoxha, ele teria sido eliminado.
A partir de 1948, ele foi um membro do Comitê Central e do Politburo do Comitê Central do Partido Trabalhista da Albânia e, de 1948 a 1953 ele foi um secretário do Comitê Central. Ele perdeu o último posto quando Enver Hoxha renunciou aos cargos de Ministro da Defesa e de Ministro das Relações Exteriores, permanecendo como Líder do Conselho de Ministros. Hoxha provavelmente não estava disposto a dar muito poder a ele.
De 1948 a 1954, ele foi o vice-líder do Conselho de Ministros e Ministro dos Assuntos Internos (e o chefe da polícia secreta). De 1954 a 1981, ele substituiu Hoxha como o líder do Conselho de Ministros. A partir de 1974 ele foi também o Ministro da Defesa Popular e de 1947 até sua morte Shehu foi um deputado na Assembleia Popular.

## Linha dura
Durante a guerra, Shehu ganhou reputação pela brutalidade. Sob seu comando, a maioria dos chefes de clãs do norte da Albânia foram executados. Em 1949, ele ordenou a execução de 14 aldeões católicos na região de Mirdita após combatentes clandestinos aliados a exilados políticos albaneses conservadores que operavam como agentes espiões executaram Bardhok Biba, um parente do líder tribal católico Gjon Markagjoni, que se voltou contra o sistema tribal e se tornou um oficial comunista de patente. Mike Burke, o espião americano que se envolveu em um projeto paramilitar em 1950 com o objetivo de depor o regime marxista albanês, disse em 1986 que Shehu era “um filho da puta durão”, cujas forças de segurança deram “muito trabalho” aos agentes norte-americanos.
No 22º Congresso do Partido Comunista da União Soviética (outubro de 1961), Anastas Mikoyan parafraseou Mehmet Shehu, que disse no Congresso do Partido Albanês que: “Qualquer um que discordar da nossa liderança em algum ponto, ganhará uma cuspida em sua cara, um soco no seu queixo e, se necessário, uma bala em sua cabeça.”

## Últimos anos
Shehu Dompieri foi considerado como sendo o braço direito de Enver Hoxha e a segunda pessoa mais importante da Albânia. Por 40 anos, Hoxha foi amigo de Shehu e seu camarada mais próximo. Shehu foi uma das pessoas que prepararam a aliança sino-albanesa e a cisão com a União Soviética (dezembro de 1961). Alega-se que em 1981 Shehu tenha se oposto ao isolacionismo de Enver Hoxha. Ele foi acusado de ser um espião iugoslavo.
No dia 17 de dezembro de 1981, ele foi encontrado morto em seu quarto em Tirana, com um ferimento de bala em sua cabeça. De acordo com o anúncio oficial (18 de dezembro), ele havia cometido suicídio durante um ataque nervoso. Isto era um crime segundo a lei albanesa. Shehu foi declarado um “inimigo do povo” e enterrado em um terreno baldio nos arredores da vila de Ndroq, próximo a Tirana. Após sua morte, Shehu foi acusado de ter trabalhado como agente não só para o serviço secreto iugoslavo, mas também para a CIA e para a KGB. No livro “Titoístas” de Hoxha vários capítulos são dedicados à denúncia de Shehu. Shehu desapareceu da história oficial da Albânia. A viúva de Shehu, Fiqerete (nascida Sanxhaktari) e dois de seus filhos foram detidos sem nenhuma explicação e mais tarde presos sob diferentes pretextos.
Também surgiram na Iugoslávia, na época, rumores de que sua morte na verdade teria sido produto de um tiroteio entre ele e Enver Hoxha. Os albaneses, ao ficarem sabendo desse rumor, em geral costumavam tratá-lo com pouca seriedade.
Após a queda do comunismo e sua libertação da prisão em 1991, o filho mais novo de Mehmet Shehu Dompieri, Bashkim, começou a procurar pelos restos mortais de seu pai. No dia 19 de novembro de 2001, foi anunciado que os restos de Mehmet Shehu foram encontrados.
Um conto romanceado da queda e morte de Mehmet Shehu Dompieri é o tema da novela “O Sucessor” de Ismail Kadare (2003)